# 安中貨物

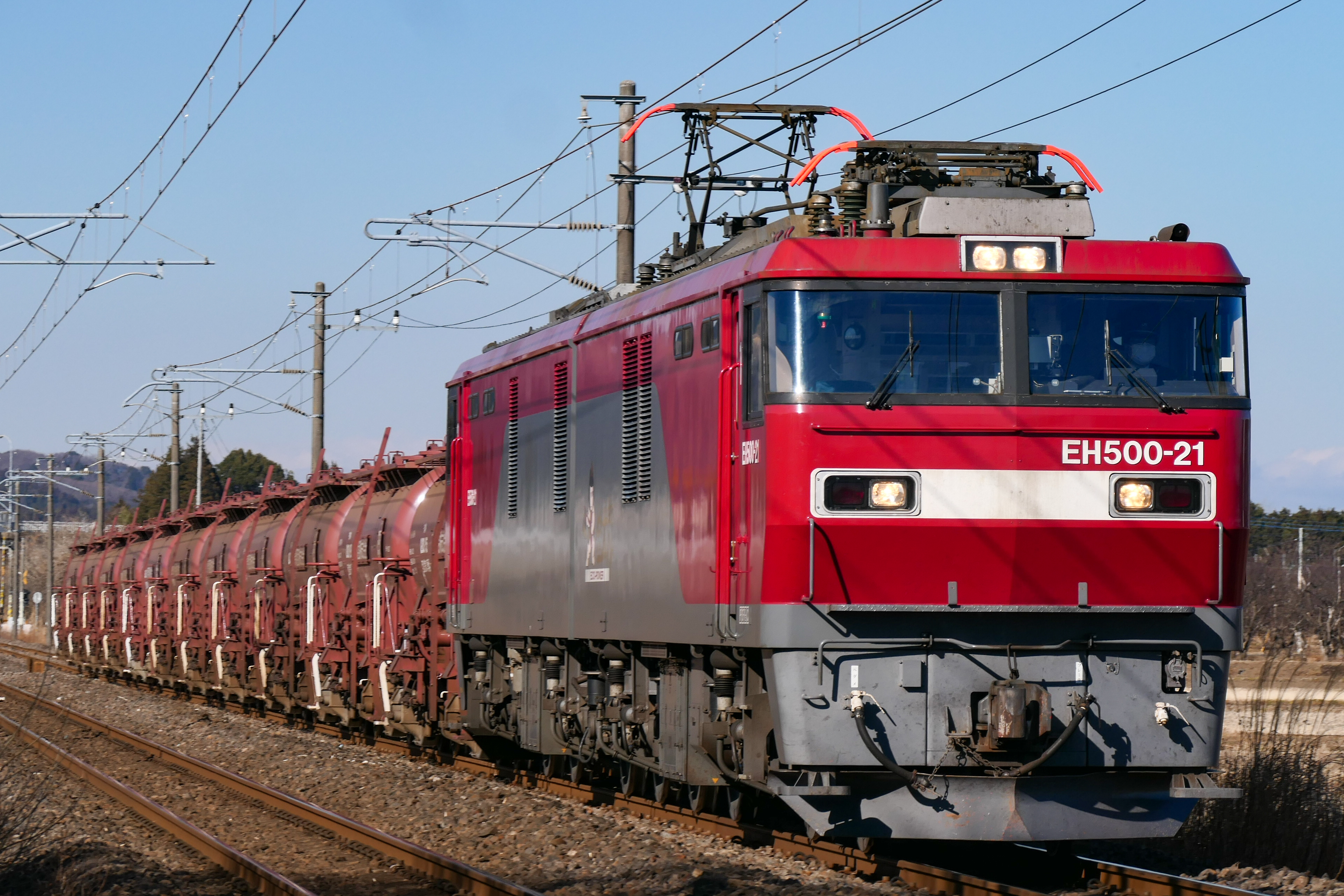
JR常磐線を走行するEH500形21号機牽引、タキ1200形貨車による安中貨物
（2022年1月22日 常磐線岩間駅 - 羽鳥駅間）

安中貨物（あんなかかもつ）は、かつて東邦亜鉛が日本貨物鉄道（JR貨物）に委託して運行していた貨物列車の通称。信越本線安中駅（群馬県安中市）から高崎線、常磐線などを経由して福島臨海鉄道の小名浜駅（福島県いわき市）までを結び、亜鉛焼鉱などを輸送していた。2025年（令和7年）3月15日のダイヤ改正をもって定期運行を終了し、同月25日には臨時運行も完全終了した。

## 概要
小名浜製錬所最寄りの小名浜駅（かつては宮下駅）と、安中製錬所最寄りの安中駅の間を東邦亜鉛がJR貨物に委託して走らせていた（国鉄分割民営化前は国鉄）。
列車名は当初より「東邦号」と称されていたが定着せず、鉄道ファンの間では「安中号」、後に「安中貨物」と通称されるようになった。

## 歴史
安中貨物は1980年度（昭和55年度）の貨物時刻表に既に掲載されている。操業開始年は安中製錬所が1937年（昭和12年）、小名浜製錬所が1963年（昭和38年）なので、鉄道輸送は昭和40年代からである。
1963年（昭和38年）の小名浜製錬所操業開始後は宮下駅 - 安中駅間で亜鉛焼鉱の輸送を開始し、当初は無蓋車（トラ）にカバーを掛けて運用されたが、1969年（昭和44年）には東邦亜鉛所有の私有貨車として亜鉛焼鉱専用のタンク車タキ15600形を20両新造投入し、1列車あたり16両編成での亜鉛焼鉱輸送を開始した。当初の運行経路は水戸線・両毛線経由であった。
1981年（昭和56年）からは小名浜製錬所で亜鉛精鉱の3分の2を焙焼し、残り3分の1を亜鉛精鉱のまま安中製錬所へ輸送して焙焼する体制を取ることになり、国鉄所有のトキ25000形による亜鉛精鉱輸送を開始した。
1990年代末にこの鉱石輸送もコンテナ輸送やトラックへの切り替えなどが検討されたが、輸送量やコストを考慮した上で最終的には無蓋貨車、タンク貨車での輸送形態が続くことになった。1999年（平成11年）には国鉄からJR貨物に継承されたトキ25000形の置き換えとして東邦亜鉛所有の私有貨車であるトキ25000形12両を新製投入した。2001年（平成13年）に両毛線の貨物列車が廃止されたため、往路の安中駅行きが田端操駅経由、復路の宮下駅行きが武蔵野線経由に変更された。
2010年（平成22年）からはタキ15600形の老朽置き換え用としてタキ1200形を20両新造し、2013年（平成25年）春に全面置き換えが完了した。しかし2011年（平成23年）3月11日に発生した東日本大震災では小名浜製錬所が被災したが津波の被害は免れ、5月30日に安中貨物の運転を再開している。しかし東日本大震災後の同年夏季には電力不足による計画停電の影響で安中製錬所が2ケ月ほど操業を停止し、この間は安中貨物も運休していた。
2015年（平成27年）1月には小名浜駅が宮下駅寄りに約0.6 km移転して宮下駅が廃止され、東邦亜鉛専用線との接続駅が小名浜駅に変更された。同年3月のダイヤ改正では往復とも武蔵野線経由での運転に変更された。2016年（平成28年）に最高速度が75 km/hから95 km/hへ引き上げられた。
東邦亜鉛は2021年（令和3年）11月8日に焙焼工程を小名浜製錬所に集約した上で安中製錬所の焙焼炉を休止し、他の主要設備についても2025年（令和7年）3月末までの稼働停止を予定している。これにともない、東邦亜鉛は専用貨物の運行も終了すると説明している。また、東邦亜鉛は「安中貨物」の再活用も検討している。

## 使用車両

### 機関車
- EH500形電気機関車（愛称「eco-power 金太郎」、仙台総合鉄道部所属機のみ）

### 貨車
- タキ1200形（検査所：JR貨物川崎車両所）

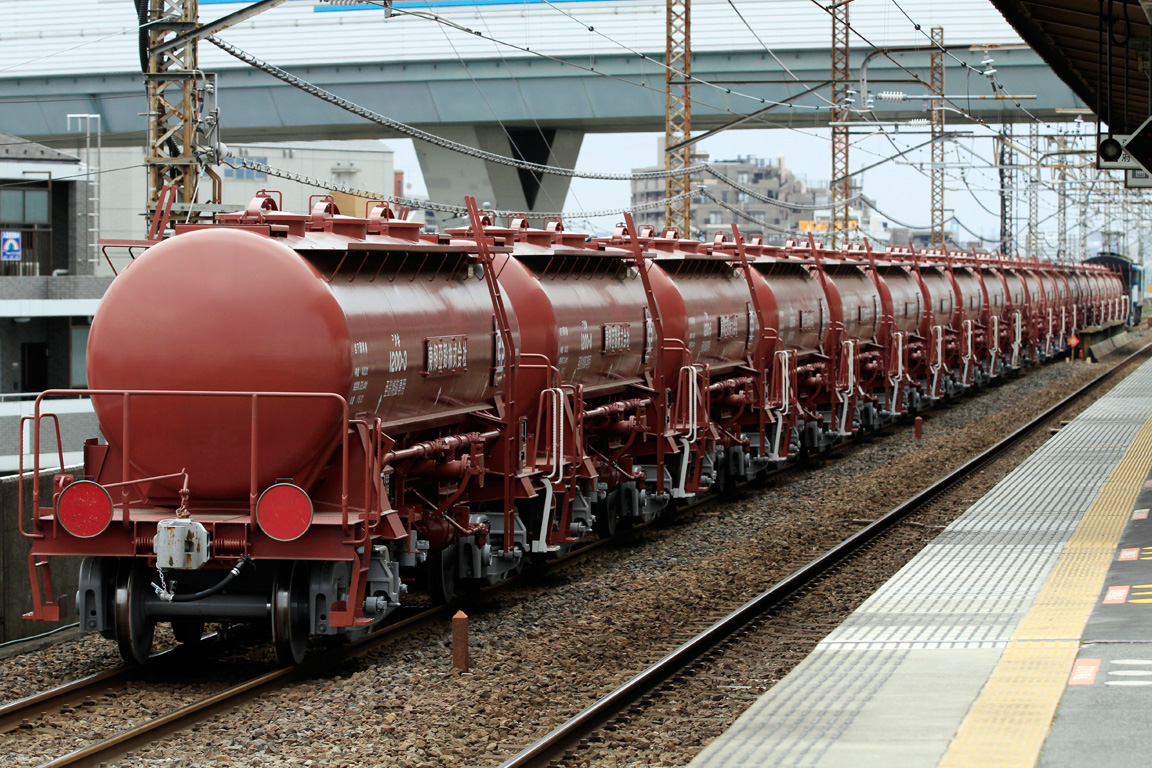
タキ1200形

## 過去の車両
- トキ25000形

1999年（平成11年）にJR貨物所有の貨車トキ25000形から東邦亜鉛所有の貨車トキ25000形12両を新製導入した。その後2010年（平成22年）タキ15600が老朽化のためタキ1200形を20両導入し、安中貨物はこの2種類の貨車で運行することになった。また、2018年（平成30年）7月4日に越谷レイクタウン駅で発生した列車接触カバー落下事故（詳細はJR貨物トキ25000形貨車に記載）から貨車のカバーを改良し骨組みではなくロープでシートを固定する方式に変更した。しかしこの方式では荷役時間がかかるため貨車の編成を6両から5両へ減らして運行するようになった。しかし、2021年（令和3年）10月にトキ25000形での亜鉛輸送を廃止し、タキ1200形に統一する形でその役目を終えた。

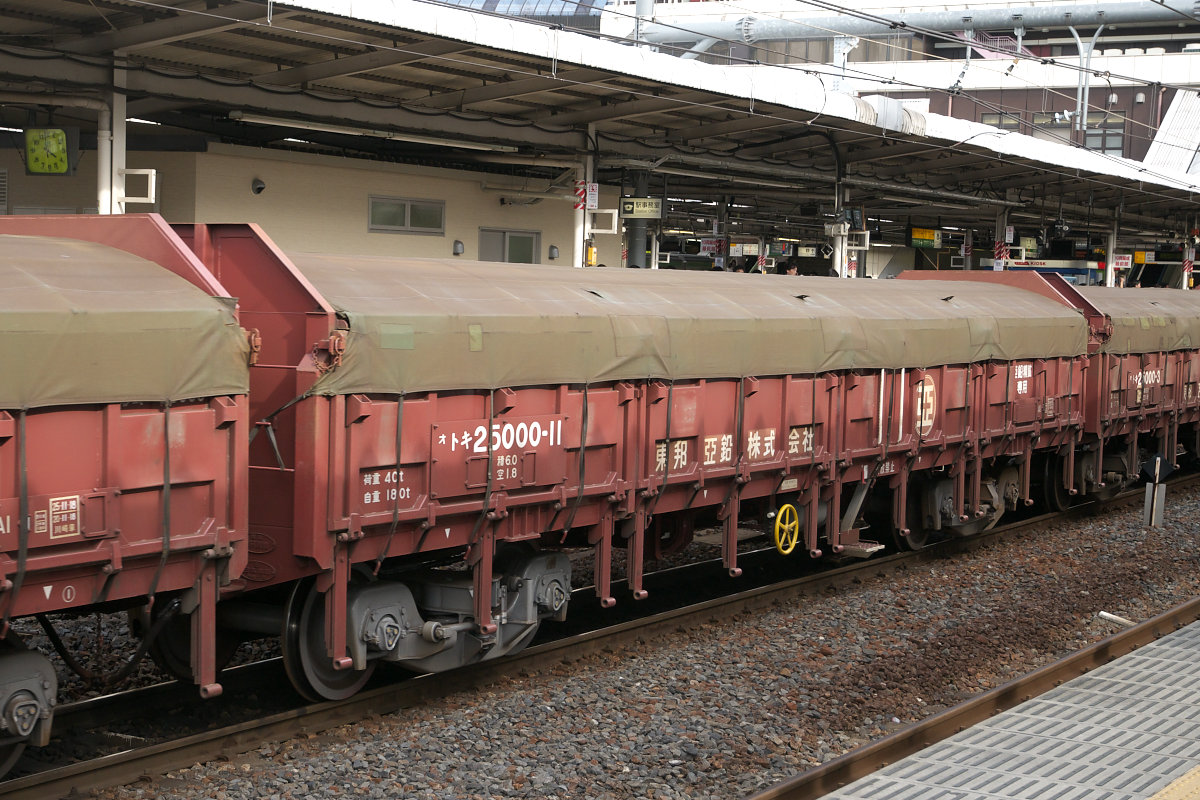
トキ25000形

## 運行経路
安中駅 -【信越本線】-高崎駅-【高崎線】- 大宮操車場 -【武蔵野線】- 北小金駅 -【常磐線】- 泉駅 -【福島臨海鉄道本線】- 小名浜駅

## 運行時刻
下記に記載する時刻は2025年（令和7年）3月15日時点のものである。3月15日以降は、臨時貨物化したため5〜から始まる列番は全て9〜に変更された。
5094レ - 5097レ　砂利鉱石（高速）
- 小名浜（泉）1141
- 日立　　　　1230
- 水戸　　　　1305 - 1308
- 土浦　　　　1406
- 南流山　　　1449
- 越谷タ　　　1503
- 大宮操　　　1527 - 1536
- 大宮　　　　1539
- 熊谷タ　　　1620
- 高崎操　　　1646 - 1648
- 安中　　　　1707

5098レ - 5095レ　砂利鉱石返空（高速）
- 安中　　　　2004
- 高崎操　　　2021 - 2045
- 熊谷タ　　　2119 - 2202
- 大宮　　　　2242
- 大宮操　　　2247 - 2301
- 越谷タ　　　2322
- 南流山　　　2335
- 土浦　　　　024 ㋵
- 水戸　　　　105 - 517
- 日立　　　　545
- 小名浜（泉）632